# 小行星37573
小行星37573（37573 Enricocaruso）是一颗绕太阳运转的小行星，为主小行星带小行星。该小行星于1989年10月23日发现。
該小行星以義大利男高音恩里科·卡魯索命名。

## 轨道参数
小行星37573的轨道半长轴为2.3793437 UA，离心率为0.2。